# Catacresi
La catacresi (del grec κατάχρησις, 'aprofitament') o abusió és una figura retòrica que consisteix a utilitzar metafòricament una paraula per designar una realitat que manca d'un terme específic. Així, es parla per exemple de “boca de reg” o de “forat negre”, sabent que no es tracta pròpiament d'una boca ni d'un forat, però sense que hi hagi com a alternativa un altre terme no metafòric per designar a aquestes realitats.